# Petri Pasanen
Petri Pasanen est un footballeur finlandais né le 24 septembre 1980 à Lahti (Finlande).
Il mesure 1,87 m et occupe le poste de défenseur.

## Biographie
Pasanen a commencé sa carrière à FC Lahti en 1997. Pendant les deux saisons à FC Lahti, il a fait 42 apparitions et a marqué deux fois dans la ligue finlandaise.
Puis en 2000, il rejoint l'un des plus grands clubs hollandais, l'Ajax Amsterdam, où il fut l'un des piliers du club. Mais ses progrès dans le club furent stoppés quand il se cassa le pied en août 2001. Il manqua la majeure partie de la saison 2001-2002. La saison suivante, il resta régulier et son club atteint les quarts de finale de la Ligue des champions de l'UEFA. Dans la saison 2003-2004, l'Ajax n'a plus besoin de ses services et le met en prêt pour Portsmouth dans la Premier League anglaise. Le directeur de Portsmouth Football Club, Harry Redknapp était intéressé à acheter Pasanen mais l'Ajax demandait un prix trop élevé pour Portsmouth.
Alors Pasanen a signé pour les champions allemands, le Werder Brême, en été 2005. Il est depuis l'un des joueurs principaux du club, en les aidant à aller en Ligue des champions de l'UEFA.
Il est aussi un joueur régulier pour l'équipe de la Finlande. Il a fait ses débuts international le 15 novembre 2000 contre l'Irlande. Pasanen a la plupart du temps joué en aile droite de la défense finnoise, pendant que l'équipe manquait des joueurs de qualité à ce poste, mais a d'autre défenseurs centraux capable de bien jouer, tels que Sami Hyypiä et Hannu Tihinen. 

## Vie privée
Son fils, Samuel Pasanen est également footballeur professionnel,. 

## Palmarès
- Champion des Pays-Bas : 2001-2002 avec l'Ajax Amsterdam.
- Supercoupe des Pays-Bas : 2002 avec l'Ajax Amsterdam.
- Vice-Champion d'Allemagne : 2006 avec le Werder Brême.
- Finaliste de la Coupe de l'UEFA : 2009 avec le Werder Brême.